# Atromitos Yeroskipou
Atromitos Yeroskipou (Grieks: Ατρόμητος Γεροσκήπου) was een Cypriotische voetbalclub uit Yeroskipou.
De club werd in 1956 opgericht en speelde in het Yeroskopou Stadion waar plaats is voor 2.000 toeschouwers. Sinds 2004 was de ploeg aan een opmars bezig vanuit de laagste regionen van het Cypriotisch voetbal. In het seizoen 2007/08 werd de club derde in de Cypriotische tweede divisie waardoor de ploeg in 2008 voor het eerst uit kwam op het hoogste niveau in de A Divizion. Na één seizoen degradeerde de club. In 2012 zakte de club naar het derde niveau. Medio 2013, na een nieuwe degradatie, hield de club vanwege financiële problemen op te bestaan.